# Itàlia a la Copa del Món de futbol
Aquest és el registre dels resultats de Itàlia a la Copa del Món. Itàlia ha estat campiona en quatre ocasions: 1934, 1938, 1982 i 2006.

## Resum d'actuacions
Campions      Finalistes      Tercers      Quarts
Un requadre vermell indica que eren amfitrions del campionat.
| Historial a la Copa del Món | Historial a la Copa del Món | Historial a la Copa del Món | Historial a la Copa del Món | Historial a la Copa del Món | Historial a la Copa del Món | Historial a la Copa del Món | Historial a la Copa del Món | Historial a la Copa del Món |
| Edició                      | Ronda                       | Posició                     | PJ                          | PG                          | PE                          | PP                          | GF                          | GC                          |
| --------------------------- | --------------------------- | --------------------------- | --------------------------- | --------------------------- | --------------------------- | --------------------------- | --------------------------- | --------------------------- |
| 1930                        | No hi participà             | No hi participà             | No hi participà             | No hi participà             | No hi participà             | No hi participà             | No hi participà             | No hi participà             |
| 1934                        | Campions                    | 1s                          | 5                           | 4                           | 1                           | 0                           | 12                          | 3                           |
| 1938                        | Campions                    | 1s                          | 4                           | 4                           | 0                           | 0                           | 11                          | 5                           |
| 1950                        | Primera ronda               | 7s                          | 2                           | 1                           | 0                           | 1                           | 4                           | 3                           |
| 1954                        | Primera ronda               | 10s                         | 3                           | 1                           | 0                           | 2                           | 6                           | 7                           |
| 1958                        | No es classificà            | No es classificà            | No es classificà            | No es classificà            | No es classificà            | No es classificà            | No es classificà            | No es classificà            |
| 1962                        | Primera ronda               | 9s                          | 3                           | 1                           | 1                           | 1                           | 3                           | 2                           |
| 1966                        | Primera ronda               | 9s                          | 3                           | 1                           | 0                           | 2                           | 2                           | 2                           |
| 1970                        | Finalistes                  | 2s                          | 6                           | 3                           | 2                           | 1                           | 10                          | 8                           |
| 1974                        | Primera ronda               | 10s                         | 3                           | 1                           | 1                           | 1                           | 5                           | 4                           |
| 1978                        | Quart lloc                  | 4s                          | 7                           | 4                           | 1                           | 2                           | 9                           | 6                           |
| 1982                        | Campions                    | 1s                          | 7                           | 4                           | 3                           | 0                           | 12                          | 6                           |
| 1986                        | Segona ronda                | 12s                         | 4                           | 1                           | 2                           | 1                           | 5                           | 6                           |
| 1990                        | Tercer lloc                 | 3s                          | 7                           | 6                           | 1                           | 0                           | 10                          | 2                           |
| 1994                        | Finalistes                  | 2s                          | 7                           | 4                           | 2                           | 1                           | 8                           | 5                           |
| 1998                        | Quarts de final             | 5s                          | 5                           | 3                           | 2                           | 0                           | 8                           | 3                           |
| 2002                        | Segona ronda                | 15s                         | 4                           | 1                           | 1                           | 2                           | 5                           | 5                           |
| 2006                        | Campions                    | 1s                          | 7                           | 5                           | 2                           | 0                           | 12                          | 2                           |
| 2010                        | Primera fase                | 26s                         | 3                           | 0                           | 2                           | 1                           | 4                           | 5                           |
| 2014                        | Primera fase                | 22s                         | 3                           | 1                           | 0                           | 2                           | 2                           | 3                           |
| 2018                        | No es classificà            | No es classificà            | No es classificà            | No es classificà            | No es classificà            | No es classificà            | No es classificà            | No es classificà            |
| 2022                        | No es classificà            | No es classificà            | No es classificà            | No es classificà            | No es classificà            | No es classificà            | No es classificà            | No es classificà            |
| 2026                        | Pendent                     | Pendent                     | Pendent                     | Pendent                     | Pendent                     | Pendent                     | Pendent                     | Pendent                     |
| 2030                        | Pendent                     | Pendent                     | Pendent                     | Pendent                     | Pendent                     | Pendent                     | Pendent                     | Pendent                     |
| 2034                        | Pendent                     | Pendent                     | Pendent                     | Pendent                     | Pendent                     | Pendent                     | Pendent                     | Pendent                     |
| Total                       | 4 Títols                    | 4 Títols                    | 83                          | 45                          | 21                          | 17                          | 128                         | 77                          |

## Itàlia 1934

### Vuitens de final
| Itàlia                                                            | 7–1     | Estats Units |
| ----------------------------------------------------------------- | ------- | ------------ |
| Schiavio 18', 29', 64' · Orsi 20', 69' · Ferrari 63' · Meazza 90' | Informe | Donelli 57'  |

### Quarts de final
| Itàlia      | 1–1 (pr.) | Espanya      |
| ----------- | --------- | ------------ |
| Ferrari 44' | Informe   | Regueiro 30' |

| Itàlia     | 1–0     | Espanya |
| ---------- | ------- | ------- |
| Meazza 11' | Informe |         |

### Semifinals
| Itàlia     | 1–0     | Àustria |
| ---------- | ------- | ------- |
| Guaita 19' | Informe |         |

### Final
| Itàlia                  | 2–1     | Txecoslovàquia |
| ----------------------- | ------- | -------------- |
| Orsi 81' · Schiavio 95' | Informe | Puč 71'        |

## França 1938

### Vuitens de final
| Itàlia                  | 2–1 (pr.) | Noruega     |
| ----------------------- | --------- | ----------- |
| Ferraris 2' · Piola 94' | Informe   | Brustad 83' |

### Quarts de final
| França        | 1–3    | Itàlia                       |
| ------------- | ------ | ---------------------------- |
| Heisserer 10' | Report | Colaussi 9' · Piola 51', 72' |

### Semifinals
| Itàlia                         | 2–1    | Brasil    |
| ------------------------------ | ------ | --------- |
| Colaussi 51' · Meazza 60' (p.) | Report | Romeu 87' |

### Final
| Itàlia                            | 4–2    | Hongria                |
| --------------------------------- | ------ | ---------------------- |
| Colaussi 6', 35' · Piola 16', 82' | Report | Titkos 8' · Sárosi 70' |

## Brasil 1950

### Primera fase: Grup 3
| Pos | Equip    | PJ | PG | PE | PP | GF | GC | DG | Pts | Classificació            |
| --- | -------- | -- | -- | -- | -- | -- | -- | -- | --- | ------------------------ |
| 1   | Suècia   | 2  | 1  | 1  | 0  | 5  | 4  | +1 | 3   | Avança a la segona fase  |
| 2   | Itàlia   | 2  | 1  | 0  | 1  | 4  | 3  | +1 | 2   |                          |
| 3   | Paraguai | 2  | 0  | 1  | 1  | 2  | 4  | −2 | 1   |                          |
| 4   | Índia    | 0  | 0  | 0  | 0  | 0  | 0  | 0  | 0   | Renuncià a participar-hi |

| Suècia                           | 3–2     | Itàlia                          |
| -------------------------------- | ------- | ------------------------------- |
| Jeppson 25', 68' · Andersson 33' | Informe | Carapellese 7' · Muccinelli 75' |

| Itàlia                           | 2–0     | Paraguai |
| -------------------------------- | ------- | -------- |
| Carapellese 12' · Pandolfini 62' | Informe |          |

## Suïssa 1954

### Primera fase: Grup 4
| Pos | Equip      | PJ | PG | PE | PP | GF | GC | DG | Pts | Classificació                         |
| --- | ---------- | -- | -- | -- | -- | -- | -- | -- | --- | ------------------------------------- |
| 1   | Anglaterra | 2  | 1  | 1  | 0  | 6  | 4  | +2 | 3   | Avança a la segona fase               |
| 2   | Suïssa     | 2  | 1  | 0  | 1  | 2  | 3  | −1 | 2   | Van disputar un partit pel segon lloc |
| 3   | Itàlia     | 2  | 1  | 0  | 1  | 5  | 3  | +2 | 2   | Van disputar un partit pel segon lloc |
| 4   | Bèlgica    | 2  | 0  | 1  | 1  | 5  | 8  | −3 | 1   |                                       |

| Suïssa                  | 2–1     | Itàlia        |
| ----------------------- | ------- | ------------- |
| Ballaman 18' · Hügi 78' | Informe | Boniperti 44' |

| Itàlia                                                       | 4–1     | Bèlgica   |
| ------------------------------------------------------------ | ------- | --------- |
| Pandolfini 41' (p.) · Galli 48' · Frignani 58' · Lorenzi 78' | Informe | Anoul 81' |

Partit pel segon lloc:
| Suïssa                                    | 4–1     | Itàlia    |
| ----------------------------------------- | ------- | --------- |
| Hügi 14', 85' · Ballaman 48' · Fatton 90' | Informe | Nesti 67' |

## Xile 1962

### Primera fase: Grup 2
| Pos | Equip               | PJ | PG | PE | PP | GF | GC | GR    | Pts | Classificació           |
| --- | ------------------- | -- | -- | -- | -- | -- | -- | ----- | --- | ----------------------- |
| 1   | Alemanya Occidental | 3  | 2  | 1  | 0  | 4  | 1  | 4,000 | 5   | Avança a la segona fase |
| 2   | Xile                | 3  | 2  | 0  | 1  | 5  | 3  | 1,667 | 4   | Avança a la segona fase |
| 3   | Itàlia              | 3  | 1  | 1  | 1  | 3  | 2  | 1,500 | 3   |                         |
| 4   | Suïssa              | 3  | 0  | 0  | 3  | 2  | 8  | 0,250 | 0   |                         |

| Alemanya Occidental | 0–0     | Itàlia |
| ------------------- | ------- | ------ |
|                     | Informe |        |

| Xile                   | 2–0     | Itàlia |
| ---------------------- | ------- | ------ |
| Ramírez 73' · Toro 87' | Informe |        |

| Itàlia                        | 3–0     | Suïssa |
| ----------------------------- | ------- | ------ |
| Mora 1' · Bulgarelli 65', 67' | Informe |        |

## Anglaterra 1966

### Primera fase: Grup 4
| Pos | Equip          | PJ | PG | PE | PP | GF | GC | GR    | Pts | Classificació           |
| --- | -------------- | -- | -- | -- | -- | -- | -- | ----- | --- | ----------------------- |
| 1   | Unió Soviètica | 3  | 3  | 0  | 0  | 6  | 1  | 6,000 | 6   | Avança a la segona fase |
| 2   | Corea del Nord | 3  | 1  | 1  | 1  | 2  | 4  | 0,500 | 3   | Avança a la segona fase |
| 3   | Itàlia         | 3  | 1  | 0  | 2  | 2  | 2  | 1,000 | 2   |                         |
| 4   | Xile           | 3  | 0  | 1  | 2  | 2  | 5  | 0,400 | 1   |                         |

| Itàlia                   | 2–0     | Xile |
| ------------------------ | ------- | ---- |
| Mazzola 8' · Barison 88' | Informe |      |

| Unió Soviètica | 1–0     | Itàlia |
| -------------- | ------- | ------ |
| Chislenko 57'  | Informe |        |

| Corea del Nord | 1–0     | Itàlia |
| -------------- | ------- | ------ |
| Pak Doo-ik 42' | Informe |        |

## Mèxic 1970

### Primera fase: Grup 2
| Pos | Equip   | PJ | PG | PE | PP | GF | GC | DG | Pts | Classificació           |
| --- | ------- | -- | -- | -- | -- | -- | -- | -- | --- | ----------------------- |
| 1   | Itàlia  | 3  | 1  | 2  | 0  | 1  | 0  | +1 | 4   | Avança a la segona fase |
| 2   | Uruguai | 3  | 1  | 1  | 1  | 2  | 1  | +1 | 3   | Avança a la segona fase |
| 3   | Suècia  | 3  | 1  | 1  | 1  | 2  | 2  | 0  | 3   |                         |
| 4   | Israel  | 3  | 0  | 2  | 1  | 1  | 3  | −2 | 2   |                         |

| Itàlia         | 1–0     | Suècia |
| -------------- | ------- | ------ |
| Domenghini 10' | Informe |        |

| Uruguai | 0–0     | Itàlia |
| ------- | ------- | ------ |
|         | Informe |        |

| Itàlia | 0–0     | Israel |
| ------ | ------- | ------ |
|        | Informe |        |

### Segona fase

#### Quarts de final
| Itàlia                                         | 4–1     | Mèxic        |
| ---------------------------------------------- | ------- | ------------ |
| Guzmán 25' (p.p.) · Riva 63', 76' · Rivera 70' | Informe | González 13' |

#### Semifinals
| Itàlia                                                 | 4–3 (pr.) | Alemanya Occidental                 |
| ------------------------------------------------------ | --------- | ----------------------------------- |
| Boninsegna 8' · Burgnich 98' · Riva 104' · Rivera 111' | Informe   | Schnellinger 90' · Müller 94', 110' |

#### Final
| Brasil                                                     | 4–1     | Itàlia         |
| ---------------------------------------------------------- | ------- | -------------- |
| Pelé 18' · Gérson 66' · Jairzinho 71' · Carlos Alberto 86' | Informe | Boninsegna 37' |

## Alemanya Occidental 1974

### Primera fase: Grup 4
| Pos | Equip     | PJ | PG | PE | PP | GF | GC | DG  | Pts | Classificació           |
| --- | --------- | -- | -- | -- | -- | -- | -- | --- | --- | ----------------------- |
| 1   | Polònia   | 3  | 3  | 0  | 0  | 12 | 3  | +9  | 6   | Avança a la segona fase |
| 2   | Argentina | 3  | 1  | 1  | 1  | 7  | 5  | +2  | 3   | Avança a la segona fase |
| 3   | Itàlia    | 3  | 1  | 1  | 1  | 5  | 4  | +1  | 3   |                         |
| 4   | Haití     | 3  | 0  | 0  | 3  | 2  | 14 | −12 | 0   |                         |

| Itàlia                                  | 3–1     | Haití     |
| --------------------------------------- | ------- | --------- |
| Rivera 52' · Benetti 66' · Anastasi 79' | Informe | Sanon 46' |

| Argentina    | 1–1     | Itàlia             |
| ------------ | ------- | ------------------ |
| Houseman 20' | Informe | Perfumo 35' (p.p.) |

| Polònia                  | 2–1     | Itàlia      |
| ------------------------ | ------- | ----------- |
| Szarmach 38' · Deyna 44' | Informe | Capello 85' |

## Argentina 1978

### Primera fase: Grup 1
| Pos | Equip     | PJ | PG | PE | PP | GF | GC | DG | Pts | Classificació           |
| --- | --------- | -- | -- | -- | -- | -- | -- | -- | --- | ----------------------- |
| 1   | Itàlia    | 3  | 3  | 0  | 0  | 6  | 2  | +4 | 6   | Avança a la segona fase |
| 2   | Argentina | 3  | 2  | 0  | 1  | 4  | 3  | +1 | 4   | Avança a la segona fase |
| 3   | França    | 3  | 1  | 0  | 2  | 5  | 5  | 0  | 2   |                         |
| 4   | Hongria   | 3  | 0  | 0  | 3  | 3  | 8  | −5 | 0   |                         |

| Equip 1                    | 2–1     | Equip2     |
| -------------------------- | ------- | ---------- |
| Rossi 29' · Zaccarelli 54' | Informe | Lacombe 1' |

| Equip 1                               | 3–1     | Equip2           |
| ------------------------------------- | ------- | ---------------- |
| Rossi 34' · Bettega 35' · Benetti 61' | Informe | A. Tóth 81' (p.) |

| Equip 1 | 0–1     | Equip2      |
| ------- | ------- | ----------- |
|         | Informe | Bettega 67' |

### Segona fase: Grup A
| Pos | Equip               | PJ | PG | PE | PP | GF | GC | DG | Pts | Classificació                    |
| --- | ------------------- | -- | -- | -- | -- | -- | -- | -- | --- | -------------------------------- |
| 1   | Països Baixos       | 3  | 2  | 1  | 0  | 9  | 4  | +5 | 5   | Avança a la final                |
| 2   | Itàlia              | 3  | 1  | 1  | 1  | 2  | 2  | 0  | 3   | Avança al partit pel tercer lloc |
| 3   | Alemanya Occidental | 3  | 0  | 2  | 1  | 4  | 5  | −1 | 2   |                                  |
| 4   | Àustria             | 3  | 1  | 0  | 2  | 4  | 8  | −4 | 2   |                                  |

| Itàlia | 0–0     | Alemanya Occidental |
| ------ | ------- | ------------------- |
|        | Informe |                     |

| Itàlia    | 1–0     | Àustria |
| --------- | ------- | ------- |
| Rossi 13' | Informe |         |

| Itàlia             | 1–2     | Països Baixos          |
| ------------------ | ------- | ---------------------- |
| Brandts 19' (p.p.) | Informe | Brandts 49' · Haan 76' |

### Partit pel tercer lloc
| Brasil                   | 2–1     | Itàlia     |
| ------------------------ | ------- | ---------- |
| Nelinho 64' · Dirceu 71' | Informe | Causio 38' |

## Espanya 1982

### Primera fase: Grup 1
| Pos | Equip   | PJ | PG | PE | PP | GF | GC | DG | Pts | Classificació           |
| --- | ------- | -- | -- | -- | -- | -- | -- | -- | --- | ----------------------- |
| 1   | Polònia | 3  | 1  | 2  | 0  | 5  | 1  | +4 | 4   | Avança a la segona fase |
| 2   | Itàlia  | 3  | 0  | 3  | 0  | 2  | 2  | 0  | 3   | Avança a la segona fase |
| 3   | Camerun | 3  | 0  | 3  | 0  | 1  | 1  | 0  | 3   |                         |
| 4   | Perú    | 3  | 0  | 2  | 1  | 2  | 6  | −4 | 2   |                         |

| Itàlia | 0–0     | Polònia |
| ------ | ------- | ------- |
|        | Informe |         |

| Itàlia    | 1–1     | Perú     |
| --------- | ------- | -------- |
| Conti 18' | Informe | Díaz 83' |

| Itàlia       | 1–1     | Camerun    |
| ------------ | ------- | ---------- |
| Graziani 60' | Informe | M'Bida 61' |

### Segona fase: Grup C
| Pos | Equip     | PJ | PG | PE | PP | GF | GC | DG | Pts | Classificació          |
| --- | --------- | -- | -- | -- | -- | -- | -- | -- | --- | ---------------------- |
| 1   | Itàlia    | 2  | 2  | 0  | 0  | 5  | 3  | +2 | 4   | Avança a la fase final |
| 2   | Brasil    | 2  | 1  | 0  | 1  | 5  | 4  | +1 | 2   |                        |
| 3   | Argentina | 2  | 0  | 0  | 2  | 2  | 5  | −3 | 0   |                        |

| Itàlia                     | 2–1     | Argentina      |
| -------------------------- | ------- | -------------- |
| Tardelli 57' · Cabrini 67' | Informe | Passarella 83' |

| Itàlia             | 3–2     | Brasil                    |
| ------------------ | ------- | ------------------------- |
| Rossi 5', 25', 74' | Informe | Sócrates 12' · Falcão 68' |

### Fase final

#### Semifinal
| Polònia | 0–2     | Itàlia         |
| ------- | ------- | -------------- |
|         | Informe | Rossi 22', 73' |

#### Final
| Itàlia                                   | 3–1     | Alemanya Occidental |
| ---------------------------------------- | ------- | ------------------- |
| Rossi 57' · Tardelli 69' · Altobelli 81' | Informe | Breitner 83'        |

## Mèxic 1986

### Primera fase: Grup A
| Pos | Equip         | PJ | PG | PE | PP | GF | GC | DG | Pts | Classificació                      |
| --- | ------------- | -- | -- | -- | -- | -- | -- | -- | --- | ---------------------------------- |
| 1   | Argentina     | 3  | 2  | 1  | 0  | 6  | 2  | +4 | 5   | Avança a la fase final             |
| 2   | Itàlia        | 3  | 1  | 2  | 0  | 5  | 4  | +1 | 4   | Avança a la fase final             |
| 3   | Bulgària      | 3  | 0  | 2  | 1  | 2  | 4  | −2 | 2   | Opta a una plaça per la fase final |
| 4   | Corea del Sud | 3  | 0  | 1  | 2  | 4  | 7  | −3 | 1   |                                    |

| Bulgària    | 1–1     | Itàlia        |
| ----------- | ------- | ------------- |
| Sirakov 85' | Informe | Altobelli 44' |

| Itàlia            | 1–1     | Argentina    |
| ----------------- | ------- | ------------ |
| Altobelli 6' (p.) | Informe | Maradona 34' |

| Corea del Sud                       | 2–3     | Itàlia                                        |
| ----------------------------------- | ------- | --------------------------------------------- |
| Choi Soon-Ho 62' · Huh Jung-Moo 83' | Informe | Altobelli 17', 73' · Cho Kwang-Rae 82' (p.p.) |

### Segona fase

#### Vuitens de final
| Itàlia | 0–2     | França                    |
| ------ | ------- | ------------------------- |
|        | Informe | Platini 15' · Stopyra 57' |